# Islamiske helligdage
Hvilke islamiske helligdage og øvrige mærkedage, den enkelte muslim praktiserer, afhænger i nogen grad af, hvilket land, vedkommende kommer fra, og hvor troende, personen er. Visse af dagene har mere karakter af festdage, der er tilknyttet troen, end egentlige helligdage. Derudover er det væsentligt, at sunni-muslimer og shia-muslimer ikke er enige om, hvilke hadith-samlinger, der er mest troværdige, og visse af helligdagene fejres derfor kun af den ene gruppe.
Fredager en vigtig dag for muslimer, og muslimer mener generelt, at religiøse handlinger foretaget om fredagen giver større gevinst end religiøse handlinger foretaget resten af ugen. Det er væsentligt, at fredag ikke opfattes som sabbat; muslimer tror ikke, at Gud hvilede efter skabelsen. Valget af fredagen skyldes troen på, at Adam blev skabt på denne dag. Troende muslimer går til bøn i den lokale moské, beder, og lytter til en prædiken af Imamen.
Ramadaner navnet på måneden, hvor muslimer faster, mens der er dagslys. Ramadanen falder efter den islamiske kalender, og tidspunktet for ramadanen ændres derfor fra år til år.
Fastebrydningsfesten(Eid ul-Fitr eller Id al-Fitr) er festen, hvor det fejres, at Ramadanen er overstået. Dagen kaldes også den lille fest : (al-Eid saghir). Festen afholdes derfor den første dag i måneden shawwal (se islamisk kalender).
Den store Fest(Eid al-Adha) eller Offerfesten (Kurban Bayram) afholdes to måneder og 10 dage efter Den lille Fest. Man slagter dyr for at hylde Abrahams offer af et får i stedet for af sin søn (i Koranen er der tale om et får, i Bibelen et lam). De, der er i stand til at tage på pilgrimsfærd gør det lige før Den store Fest.
Ashuraer den 10. dag i måneden muharram (se islamisk kalender). Dette er den dag, hvor Gud reddede Moses og jøderne fra Farao i Egypten ved at krydse Det Røde Hav. Ifølge islamisk tradition fastede Muhammed sammen med de jødiske befolkninger, der levede i området. Ifølge fortællinger om Muhammed, planlagde han at faste på den 9. og 10. muharram. Dette er også dagen, hvor Muhammeds barnebarn, Husayn ibn Ali, ifølge overleveringerne dræbtes i Slaget i Karbala. Shia-muslimer sørger derfor på denne dag. Sunni-muslimer opfatter ikke Husayn ibn Ali som en vigtig religiøs person, og sunni-muslimer markerer derfor dagen på grund af Muhammeds faste. Fundamentalistiske troende er modstandere af at give denne dag en særlig markering.
Muslimsk nytårfejres ikke generelt som en officiel islamisk helligdag, men mange muslimer har skabt eller genoplevet en eller anden form for rituel fejring af nytåret. Fundamentalister er også modstandere af at markere denne dag.
Profetens fødselsdag(Al-Mawlidu n-Nabawi sh-Sharif) – nogle mener, at fejringen af Profetens fødselsdag er en tilføjelse i religionen, eftersom Muhammed ikke selv fejrede dagen (han fastede dog på sin fødselsdag). Der er forbud mod at fejre denne dag i Den islamiske Bevægelse, men langt størstedelen af de praktiserende muslimer fejrer dagen. Visse arabiske nationer, eksempelvis Saudi-Arabien, forbyder fejring af denne dag.
Laylat al-Qadreller skæbnenatten falder på en af de ulige sidste ti nætter i ramadan (den 19., 21., 23., 25., 27. eller 29. ramadan). Det betragtes som den helligste nat i hele ramadan-måneden, eftersom det var natten, hvor Koranen blev åbenbaret til Mohammed. Natten betragtes som bedre end tusind måneder (Koranen, Sura 97:1-3). Det siges, at den der frivilligt beder på den nat, får tilgivet alle sine synder. Der er ikke sikkerhed om, hvilken af de 6 nætter, der er den rigtige, hvorfor muslimer ofte opfordres til at bede alle seks nætter for en sikkerheds skyld.
Laylat ul-Isra' wa l-Miraaj(Profetens himmelfærd) er den 27. rajab (se islamisk kalender). Dette er dagen, hvor Muhammed blev taget til "den yderste moské" (generelt opfattet som Jerusalem) på ryggen af en buraq (et dyr, der minder om en hest med vinger; nogle mener, at der er tale om det samme dyr, der i Det gamle Testamente omtales som en kerub) og steg til det højeste sted i himmelen. Det siges, at han forhandlede med Gud om antallet af bønner, der startede med 50 om dagen, men på vej mod jorden mødte han Moses, der bad ham om at bede Gud om et lavere antal bønner, fordi det var besværligt for Muhammeds folk at bede så mange gange dagligt. Muhammed vendte tilbage til Gud, og fik efter lang tids forhandling lov til kun at bede fem gange. Gud fremførte, at hvis de fem bønner udførtes ordentligt, så ville de tælle for 50.
Laylat ul-Bara'ah(de dødes nat eller frelsenatten) finder sted natten mellem den 14. og 15. Shaban (se islamisk kalender). Nogle faster om dagen for at forberede sig på ramadanmåneden, andre bruger dagen til at besøge gravsteder for deres nære. Natten er desuden nævnt i en hadith, af hvilken det fremgår, at dette er regnskabets nat. På denne nat noteres det, hvilke fødsler og dødsfald, der vil ske i det kommende år. Om denne hadith er ægte eller ej er dog omstridt. De muslimer, der tror på hadith'en, holder sig vågne hele natten og beder og reciterer koranvers.